# Larca bosselaersi
Larca bosselaersi es una especie de arácnido del orden Pseudoscorpionida de la familia Larcidae.

## Distribución geográfica
Se encuentra en Creta Grecia.